# Stazione di Inadazutsumi
La stazione di Inadazutsumi (稲田堤駅?, Inadazutsumi-eki) è una stazione ferroviaria situata nel quartiere di Tama-ku della città di Kawasaki, nella prefettura di Kanagawa in Giappone che serve la linea Nambu della JR East.

## Linee
East Japan Railway Company
■ Linea Nambu

## Struttura
La stazione è realizzata in superficie con due marciapiedi laterali e due binari passanti. Sono presenti ascensori, servizi igienici e tornelli automatici con supporto alla biglietteria elettronica Suica.
| 1 | ■ Linea Nambu |  | per Musashi-Mizonokuchi, Musashi-Kosugi, Shitte e Kawasaki |  |
| 2 | ■ Linea Nambu |  | per Noborito, Fuchū-Hommachi e Tachikawa                   |  |

### Progetti in corso
A partire dal 2014 inizieranno i lavori di rifacimento parziale della stazione. Il fabbricato viaggiatori sarà realizzato ex novo e posto sopra il piano del ferro, e verrà creata una nuova uscita sul lato sud, chiudendo alcuni passaggi a livello attualmente presenti.

## Stazioni adiacenti
| «           | Servizio      | »           |
| Linea Nambu | Linea Nambu   | Linea Nambu |
| ----------- | ------------- | ----------- |
| Nakanoshima | Locale Rapido | Yanokuchi   |